# 聖約翰唐夏丘教堂

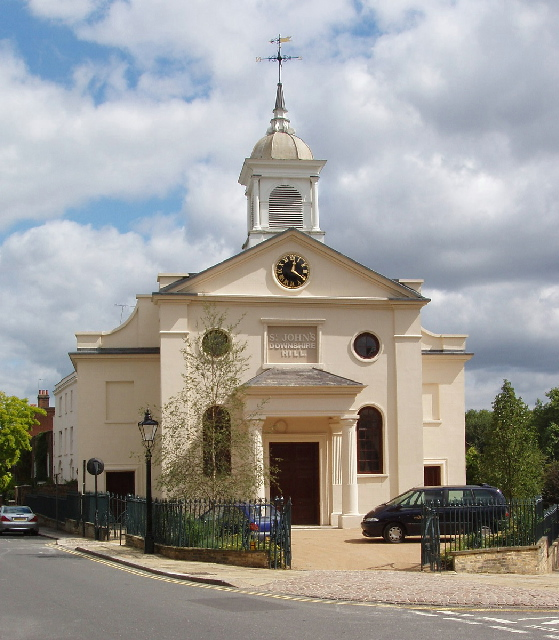
聖約翰唐夏丘教堂

聖約翰唐夏丘教堂（St John's Downshire Hill, Hampstead）是位於英國倫敦漢普斯特德唐夏丘的一座聖公會教堂，現在多通稱為聖約翰教堂。教堂竣工為1823年，現在被列入一級登錄建築加以保護。教堂進行過多次大修，最近的一次是在2003年至2004年。

## 外部連結
- 官方网站